# Hannelore Anke
Hannelore Anke, född 8 december 1957 i Schlema (Aue), är en östtysk för detta simmare och dubbel olympisk guldmedaljör från 1976. Östtyska ledare har dock i efterhand erkänt att nästan alla deras landslagssimmare varit dopade, inklusive Anke.
Hon deltog även vid OS 1972 och vann tre VM-guld vid världsmästerskapen i simsport 1975.
Ankes far var anställd vid företaget Wismut. Hon avslutade sin karriär 1976. Mellan 1976 och 1990 var hon medlem i partiet SED. Samtidig var Anke mellan 1976 och 1981 ledamot i distriktparlamentet Karl-Marx-Stadt. Hon jobbade senare i ett dagis.

### Fotnoter
1. ↑  ”Hannelore Anke Bio, Stats, and Results - Olympics at Sports.reference.com”. sportsreference.com. Sportsreference. Arkiverad från originalet den 6 februari 2013. https://web.archive.org/web/20130206173938/http://www.sports-reference.com/olympics/athletes/an/hannelore-anke-1.html. Läst 9 september 2015.
2. ↑  ”Arkiverade kopian”. Arkiverad från originalet den 24 augusti 2015. https://web.archive.org/web/20150824021342/http://www.fina.org/H2O/docs/histofina/swimming_50m.pdf. Läst 21 augusti 2015. HistoFINA - SWIMMING MEDALLISTS AND STATISTICS AT FINA WORLD CHAMPIONSHIPS (50M) (engelska)
3. ↑  Vok (2009). ”Anke, Hannelore” (på tyska). Biographische Datenbank. Ch. Links Verlag. https://www.bundesstiftung-aufarbeitung.de/de/recherche/kataloge-datenbanken/biographische-datenbanken/hannelore-anke. Läst 11 augusti 2023.